# 細鱗擬深海鱈
細鱗擬深海鱈（学名：Antimora microlepis），又名鱈魚，为輻鰭魚綱鱈形目稚鱈科擬深海鱈屬下的一个种，為深海魚類，分布於北太平洋區，從日本四國至加利福尼亞灣海域，深度175-3048公尺，本魚頭部短、吻尖，下巴觸鬚短，體色多變從灰白至藍灰色或橄欖綠色到深的紫羅蘭色或藍黑色，體長可達75公分，生活習性不明，可做為食用魚。
其种加词“microlepis”意为“细鳞的”。